# Durch den Monsun
Durch den Monsun is een nummer van de Duitse rockgroep Tokio Hotel, van hun album Schrei. Het was de eerste single van de band en kwam uit in 2005. Een Engelstalige versie van dit nummer kwam uit op 17 mei 2007 onder de titel "Monsoon".

## Ontvangst
De single behaalde succes in meerdere hitlijsten. In de Duitse hitlijsten verscheen hij op nummer 15 op 20 augustus 2005 en stond hij nummer 1 op 26 augustus. In Oostenrijk behaalde de single eveneens de eerste plek in de hitlijsten. In Nederland was hij in 2007 alarmschijf bij Radio 538.

## Muzieklijst
1. Durch den Monsun (radio-mix) – 3:58
2. Durch den Monsun (unplugged version) – 3:58
3. Monsun o koete (Grizzly-mix) – 4:08
4. Leb' die Sekunde (originele versie) – 3:47
5. Durch den Monsun (muziekvideo) – 3: